# Nidorella
Nidorella é um género botânico pertencente à família Asteraceae.

## Espécies
1. Nidorella agria Hilliard
2. Nidorella anomala Steetz
3. Nidorella auriculata DC.
4. Nidorella burundiensis Lisowski
5. Nidorella compressa Cass. ex Steud.
6. Nidorella foetida (L.) DC.
7. Nidorella hottentotica DC.
8. Nidorella linifolia DC.
9. Nidorella microcephala Steetz
10. Nidorella nordenstamii Wild
11. Nidorella resedifolia DC.
12. Nidorella spartioides (O.Hoffm.) Cronquist
13. Nidorella tongensis Hilliard
14. Nidorella umbrosa Wild
15. Nidorella undulata (Thunb.) Sond. ex Harv.
16. Nidorella zavattarii (Lanza) Cufod.